# Corpo di commissariato militare marittimo
Il Corpo di commissariato militare marittimo (abbreviato CM) è un corpo tecnico composto da soli ufficiali della Marina Militare italiana.
Così come tutti i corpi della Marina, ad esclusione del Corpo equipaggi militari marittimi (CEMM), esso è costituito unicamente da ufficiali in spe provenienti per la maggior parte dai Corsi normali dell'Accademia Navale di Livorno oppure, in alcuni casi, selezionati da concorsi a nomina diretta, ufficiali in ferma prefissata, o dal Ruolo speciale. 
La laurea prevista per gli ufficiali dei ruolo normale in accademia è quella in Giurisprudenza svolto in convenzione con l'Università di Pisa.
Il Corpo di Commissariato Militare Marittimo fu costituito il 23 dicembre 1876.

## Funzioni
Ai sensi dell'art. 123 del Codice dell'ordinamento militare rientrano tra i compiti del Corpo la direzione logistico/amministrativa, la gestione dei fondi, l'attività ispettiva sulle rendicontazioni, la consulenza giuridica e la gestione del contenzioso.
Lo sviluppo di carriera porta gli ufficiali di questo Corpo a ricoprire incarichi logistico/amministrativi sia nelle sedi periferiche sia nell'ambito dello stato maggiore della Marina o in ambito interforze in incarichi logistico-amministrativi e giuridico-legali. A bordo delle unità navali l'ufficiale commissario è investito di numerosi compiti e responsabilità in vari settori, tra cui la gestione amministrativa, finanziaria, logistica, l'approvvigionamento e la gestione dei materiali e delle apparecchiature.
Al vertice della carriera possono ricoprire la carica di Direttore generale di commissariato o Direttore centrale del Ministero della difesa.

## Gradi
L'unica differenza esistente tra le uniformi degli ufficiali dei vari Corpi della Marina è il colore della stoffa sotto i gradi: per il Commissariato la stoffa è di colore rosso. Inizialmente non esisteva il "giro di bitta": quando col regio decreto del 21 aprile 1878, fu introdotto, servì per distinguere i soli ufficiali di vascello (o di stato maggiore) da quelli degli altri corpi.
Nel 1938 il giro di bitta fu esteso a tutti i Corpi della Regia Marina e dopo la riforma delle denominazioni dei gradi della Marina Militare introdotta con la legge 16 aprile 1973, n° 174, gli ufficiali di Commissariato portano gli stessi gradi degli altri ufficiali della Marina Militare, con l'aggiunta del suffisso "(CM)". Come per tutti gli altri corpi tecnici, rimangono diverse le denominazioni dei gradi di ammiraglio ispettore (equivalente ad ammiraglio di divisione), ed ammiraglio ispettore capo (equivalente ad ammiraglio di squadra). Fino alla riforma del 1973 i gradi degli ufficiali (CM) avevano le stesse denominazioni in uso nell'Esercito italiano. Quindi il tenente di vascello (CM) si chiamava capitano (CM), e così via per gli altri gradi.
Per quanto riguarda la foggia dei gradi, con l'eccezione di quella degli ammiragli che è unica per tutti i corpi, l'unica differenza è il sottopanno di colore rosso posto al disotto delle strisce dorate ed i giri di bitta sovrastanti.

Aspirante Guardiamarina del Corpo di Commissariato (AGM CM)
Guardiamarina del Corpo di Commissariato (GM CM)
Sottotenente di Vascello del Corpo di Commissariato (STV CM)
Tenente di Vascello del Corpo di Commissariato (TV CM)
Capitano di Corvetta del Corpo di Commissariato (CC CM)
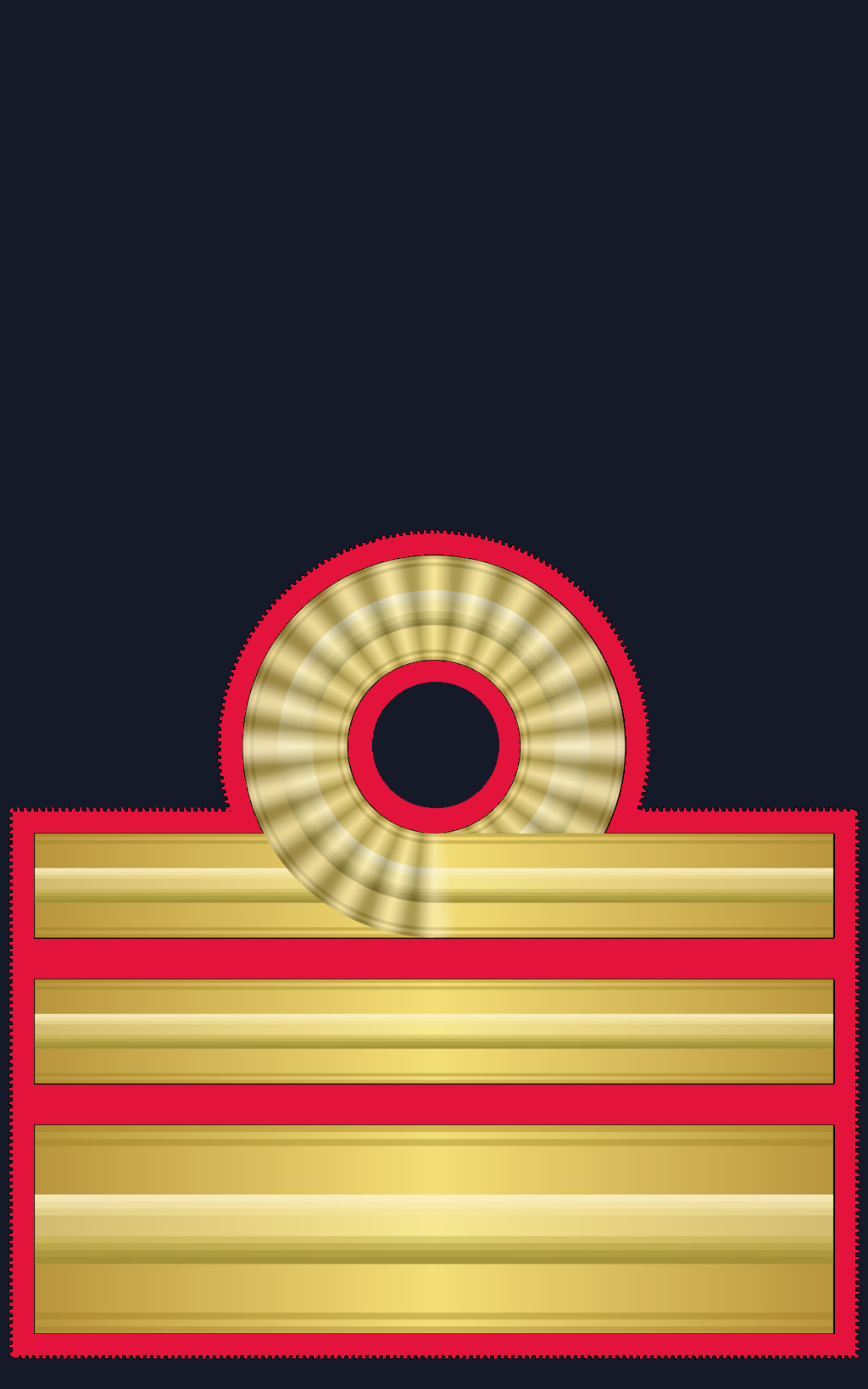
Capitano di Fregata del Corpo di Commissariato (CF CM)
Capitano di Vascello del Corpo di Commissariato (CV CM) [manca la sottopannatura in rosso]
Contrammiraglio del Corpo di Commissariato (CA CM)
Ammiraglio Ispettore del Corpo di Commissariato (Amm.Isp. CM)
Ammiraglio Ispettore Capo del Corpo di Commissariato (Amm.Isp.Capo CM)
Ammiraglio Ispettore Capo Comandante del Corpo di Commissariato (Amm.Isp.Capo Com. CM)